# Music Museum
『Music Museum 』（ミュージックミュージアム）は、2000年4月から2001年3月までフジテレビ系列で放送されていた音楽情報番組である。略称「Mu-Mu（ミューミュ）」

## 番組概要
『MUSIC HAMMER』をリニューアルしたもの。司会も『MUSIC HAMMER』より所ジョージ・坂崎幸之助（THE ALFEE）・篠原ともえ。毎回ゲストを迎えてのトークや歌がメイン。ゲストがよく行く料理店を紹介するコーナーもあった。
前番組同様にランキング紹介のコーナーもあったが、時間は大幅に短縮され、またリクエストランキングが無くなった。2000年8月16日の放送以降はアーティスト別ランキングが発表された。（シングル売上、アルバム売上、シングルレンタル、アルバムレンタル、カラオケのポイントを合計しアーティスト別に集計したもの）
放送時間は、水曜日23時00分から23時30分まで。
所ジョージが毎回ゲストに「歓迎の歌」を贈っていた。

## 出演者

### 司会
- 所ジョージ
- 坂崎幸之助（THE ALFEE）
- 篠原ともえ

### ゲスト
- 安室奈美恵
- LUNA SEA
- 鈴木あみ
- 福山雅治
- TUBE
- 小柳ゆき
- モーニング娘。
- 工藤静香
- 野猿
- 浜崎あゆみ
- 吉田拓郎
- hitomi
- 藤井フミヤ
- JUDY AND MARY
- DA PUMP
- THE YELLOW MONKEY
- プッチモニ
- Mr.Children
- センチメンタル・バス
- Bluem of Youth
- GLAY
- 和田アキ子
- 草彅剛
- エレファントカシマシ
- 木村佳乃
- 花*花
- Every Little Thing
- 嵐
- the brilliant green
- 吉川晃司
- ドリームズ・カム・トゥルー
- THE ALFEE
- ソン・フィルトル
- 鬼束ちひろ
- 奥田民生
- かぐや姫
- 篠龍
- 千秋
- MAX
- V6
- 今井絵理子

## スタッフ
- プロデューサー : きくち伸
- プロデューサー・演出 : 水口昌彦
- 技術協力 : ニユーテレス、IMAGICA
- 制作協力 : BEE BRAIN
- 製作 : フジテレビ第二制作部